# 梅渚镇 (新昌县)
梅渚镇，中国浙江省绍兴市新昌县下辖的一个镇。2019年11月21日，梅渚镇建制撤销，与澄潭镇一同合并组建澄潭街道办事处。

## 行政区划
梅渚镇现辖：
梅渚村、马家庄村、下衣村、平水村、坂田村、王洋平村、前三村、红庄村、山头村、长安棚村、山支头村、铁牛村、下田村、上山泊村、下山泊村、苏秦村、宋家村、青廷坞村、杨梅坪村、后山根村、张家店村、前官塘村、定坂村、上湖村、麻家田村和水出坂村。